# Båtfors naturreservat
Båtfors naturreservat är ett naturreservat vid nedre Dalälven i Älvkarleby kommun och Tierps kommun i Uppsala län.
Området är naturskyddat sedan 1991 och är 1 582 hektar stort. Reservatet omfattar holmar, fjärdar och strömfåror. Det består av svämskog och lövskog.